# Municipio de Twin (condado de Darke)
El municipio de Twin (en inglés: Twin Township) es un municipio ubicado en el condado de Darke en el estado estadounidense de Ohio. En el año 2010 tenía una población de 4060 habitantes y una densidad poblacional de 53,89 personas por km².

## Geografía
El municipio de Twin se encuentra ubicado en las coordenadas 39°58′3″N 84°32′42″O / 39.96750, -84.54500. Según la Oficina del Censo de los Estados Unidos, el municipio tiene una superficie total de 75.33 km², de la cual 75,16 km² corresponden a tierra firme y (0,24 %) 0,18 km² es agua.

## Demografía
Según el censo de 2010, había 4060 personas residiendo en el municipio de Twin. La densidad de población era de 53,89 hab./km². De los 4060 habitantes, el municipio de Twin estaba compuesto por el 98,72 % blancos, el 0,15 % eran afroamericanos, el 0,17 % eran amerindios, el 0,12 % eran asiáticos, el 0,1 % eran de otras razas y el 0,74 % eran de una mezcla de razas. Del total de la población el 0,74 % eran hispanos o latinos de cualquier raza.